# 惜春通り
「惜春通り」（せきしゅんどおり）は1994年4月21日にソニー・ミュージックエンタテインメント（後のソニー・ミュージックレーベルズ）より発売された山口百恵の楽曲にして33枚目のシングルである。
前作「一恵」以来14年ぶりにリリースされたシングル。
表題曲は、1978年に発売されたアルバム『二十歳の記念碑 曼珠沙華』に収録されていた曲で、シングル化にあたってアレンジとボーカル・テイクが変更された。カップリングの「愛染橋」は、1979年に28枚目のシングルとして発売された同名楽曲で、当時と同じ音源での収録となっている。

## 収録曲
※全編曲：萩田光雄
1. 惜春通り（シングル・バージョン）
  - 作詞: 石丸博、作曲: 川口真
2. 愛染橋
  - 作詞: 松本隆、作曲: 堀内孝雄
3. 惜春通り（オリジナル・カラオケ）

## 関連作品
- 惜春通り （シングル・バージョン）
  - 惜春 譜
  - 百恵クライマックス
  - 山口百惠ベスト・コレクション〜横須賀ストーリー〜
  - 百惠辞典
  - ベスト・セレクション Vol.2
  - GOLDEN J-POP/THE BEST 山口百惠
  - GOLDEN☆BEST 山口百恵 PLAYBACK MOMOE part2
  - コンプリート百恵回帰
  - コンプリート百恵伝説
  - GOLDEN☆BEST 山口百恵 コンプリート・シングルコレクション

- 惜春通り （オリジナル・バージョン）
  - 曼珠沙華
  - MOMOE PREMIUM
  - Complete MOMOE PREMIUM

- 愛染橋
  - 愛染橋#関連作品を参照のこと。